# The Pretenders
The Pretenders — англо-американський рок-гурт, сформований у 1978 році вокалісткою Кріссі Хайнд. Протягом існування колективу вона була і залишається єдиним постійним учасником і авторкою пісень, адже гурт не мав постійного складу і кілька разів змінювався після того, як учасники його початкового складу — гітарист Джеймс Ханімун-Скотт та басист Піт Фарндон — померли від передозування наркотиками. На початку 1980-х років колектив був на вершині популярності і зазнав комерційного успіху, з невеликими перервами у творчості проіснував і до сьогодні. Раннім стилем гурту прийнято вважати панк-рок, потім гурт перейшов на більш складне звучання, більш легше на  пост-панк і нову хвилю, але протягом усього часу існування колективу жанр гурт часто змінювався.

## Дискографія
| Рік  | Альбом                   | Лейбл                                    |
| ---- | ------------------------ | ---------------------------------------- |
| 1980 | Pretenders               | Real Records, Sire Records               |
| 1981 | Pretenders II            | Sire Records                             |
| 1984 | Learning to Crawl        | Sire Records                             |
| 1986 | Get Close                | Sire Records                             |
| 1990 | Packed!                  | Sire Records                             |
| 1994 | Last of the independents | Sire Records                             |
| 1999 | Viva el Amour            | Warner Music Group, Warner Bros. Records |
| 2002 | Loose Screw              | Artemis Records                          |
| 2008 | Break up the Concerte    | Shangri-La Music                         |
| 2016 | Alone                    | BMG Rights Managment                     |